# Poecilocarda sorora
Poecilocarda sorora är en insektsart som först beskrevs av Melichar 1905.  Poecilocarda sorora ingår i släktet Poecilocarda och familjen dvärgstritar. Inga underarter finns listade i Catalogue of Life.